# Girl-Girl
Girl-Girl（ガール・ガール）は、日本のローカルアイドルユニット、MMJの1stミニ・アルバムである。2011年12月21日にインディーズレーベルORANGE BEAT MUSICより発売。

## 概要
広島市を中心に活動するローカルアイドルユニットMMJの2nd CD。プロデュースは同じく広島で活動するミュージシャンくらはしけんじ。
1stシングル「恋愛アジェンダ」同様、作詞・作曲はくらはしによる曲とSTEALによる曲で構成され、編曲はSTEALが担当している。
本作から初めてメンバーを血液型別に分けたユニットごとの楽曲が作られ、収録されている（#3～#6）。
リード曲の「ギリギリ」は、アルバムタイトルの「Girl-Girl」の「l（小文字エル）」を「I（大文字アイ）」とみなすとローマ字読みで「ギリギリ」と読めることにかけてある。

## 収録曲
| #  | タイトル                          | 作詞                    | 作曲           | 編曲     | 時間 |
| -- | --------------------------------- | ----------------------- | -------------- | -------- | ---- |
| 1. | 「ギリギリ」                      | くらはしけんじ          | くらはしけんじ | 砂原雄樹 | 4:14 |
| 2. | 「青空エンドレス」                | 須藤真                  | 須藤真         | 須藤真   | 4:29 |
| 3. | 「うそなき」                      | STEAL                   | 須藤真         | 須藤真   | 4:41 |
| 4. | 「Rainbow」                       | 須藤真                  | 須藤真         | 須藤真   | 4:22 |
| 5. | 「トリコロール」                  | くらはしけんじ          | くらはしけんじ | 砂原雄樹 | 3:21 |
| 6. | 「All-ways -Any more it's cool-」 | くらはしけんじ・Jasmine | くらはしけんじ | 砂原雄樹 | 3:11 |